# Meloboris unica
Meloboris unica là một loài tò vò trong họ Ichneumonidae.